# Gravina Island
Gravina Island appartiene al gruppo delle Gravina Islands facenti parte dell'arcipelago Alessandro nell'Alaska sud-orientale (USA). Amministrativamente appartiene al Borough di Ketchikan Gateway. L'isola si trova all'interno della Tongass National Forest. Al censimento del 2000, l'isola risultava avere una popolazione di 50 persone.

## Geografia
Gravina si trova accostata a sud-ovest di Revillagigedo Island, da cui è separata dallo stretto canale Tongass Narrows. Il lato ovest dell'isola si affaccia sullo stretto di Clarence che la separa dall'isola Principe di Galles. A sud-est il Nichols Passage la divide da Annette Island che appartiene al gruppo delle Gravina Islands. L'isola è lunga 34 km, larga 15,3 km e con una superficie di 244,9 km²; la sua altezza massima è di 832 m.
La città di Ketchikan, che si trova su Revillagigedo e si affaccia sul Tongass Narrow di fronte a Gravina, ha il suo aeroporto sull'isola Gravina.

### Insenature marine
Intorno all'isola in senso orario da nord sono presenti le seguenti insenature e baie:
- Baia di Clam (Clam Cove)[4] 55°19′22″N 131°39′41″W - Si trova di fronte all'isola di Pennock (Pennock Island).
- Baia di Black Sand (Black Sand Cove)[5] 55°17′10″N 131°37′40″W - Si trova di fronte all'isola di Annette (Annette island).
- Insenatura di Blank (Blank Inlet)[6] 55°17′06″N 131°40′05″W - Fa parte del canale di Nichols (Nichols Passage).
- Insenatura di Bostwick (Bostwick Inlet)[7] 55°13′57″N 131°44′08″W - Fa parte del canale di Nichols (Nichols Passage).
- Baia di Seal (Seal Cove)[8] 55°11′08″N 131°43′11″W - Fa parte del canale di Nichols (Nichols Passage).
- Baia di Dall (Dall Bay)[9] 55°09′32″N 131°44′27″W - Fa parte del canale di Nichols (Nichols Passage).
- Baia di Nehenta (Nehenta Bay)[10] 55°09′49″N 131°47′31″W - Fa parte dello stretto di Clarence (Clarence Strait).
- Baia di Phocana (Phocana Bay)[11] 55°10′50″N 131°48′25″W - Fa parte dello stretto di Clarence (Clarence Strait).
- Baia di Open (Open Bay)[12] 55°11′45″N 131°49′50″W - Fa parte dello stretto di Clarence (Clarence Strait).
- Baia di Nelson (Nelson Cove)[13] 55°12′17″N 131°49′47″W - Fa parte dello stretto di Clarence (Clarence Strait).
- Baia di Grant (Grant Cove)[14] 55°21′13″N 131°51′32″W - Fa parte dello stretto di Clarence (Clarence Strait).
- Baia di Vallenar (Vallenar Bay)[15] 55°23′08″N 131°50′50″W - Fa parte dello stretto di Clarence (Clarence Strait).

### Promontori
Intorno all'isola in senso orario da nord sono presenti i seguenti promontori:
- Promontorio di Vallenar (Vallenar Point)[16] 55°25′27″N 131°50′56″W - Fa parte spartiacque fra lo stretto di Clarence (Clarence Strait) e gli stretti di Tongass (Tongass Narrows).
- Promontorio di Lewis (Lewis Point)[17] 55°22′22″N 131°44′24″W - Si trova sugli stretti di Tongass (Tongass Narrows).
- Promontorio di Gravina (Gravina Point) 55°17′11″N 131°37′04″W - Si trova sul canale di Nichols (Nichols Passage).
- Promontorio di Blank (Blank Point)[18] 55°15′02″N 131°40′23″W - Si trova sul canale di Nichols (Nichols Passage).
- Promontorio di Bostwick (Bostwick Point)[19] 55°13′37″N 131°41′13″W - Si trova sul canale di Nichols (Nichols Passage).
- Promontorio di South Vallenar (South Vallenar Point)[20] 55°22′48″N 131°52′49″W - Si trova sul canale di Nichols (Nichols Passage).

### Laghi
Elenco dei principali laghi dell'isola (le misure possono essere indicative):
| Nome del lago                    | Quota (m s.l.m.) | Dimensioni in chilometri (lunghezza x larghezza) | Coordinate             |
| -------------------------------- | ---------------- | ------------------------------------------------ | ---------------------- |
| Lago di Bostwick (Bostwick Lake) | 111              | 0,97 x 0,40                                      | 55°19′25″N 131°44′37″W |

### Fiumi
Principali fiumi dell'isola (le coordinate si riferiscono alla foce):
- Fiume Vallenar (Vallenar Creek) 55°22′40″N 131°50′08″W - Sfocia nella baia di Vallenar (Vallenar bay).
- Fiume Government (Government Creek) 55°20′39″N 131°41′33″W - Sfocia a sud del "Ketchikan International Airport".
- Fiume Bostwick (Bostwick Creek) 55°14′41″N 131°45′23″W - Nasce dal lago Bostwick (Bostwick Lake) e sfocia nell'insenatura di Bostwick (Bostwick Inlet).

### Monti
L'isola è percorsa da nord a sud da due creste montuose: California Ridge (a oriente dell'isola) e Dall Ridge (a occidente dell'isola). Elenco di alcuni monti di questi due gruppi montuosi:
California Ridge
| Nome del monte                                 | Quota (m s.l.m.) | Coordinate             |
| ---------------------------------------------- | ---------------- | ---------------------- |
| Monte Sullivan (Sullivan Mountain)             | 601              | 55°21′58″N 131°47′17″W |
| Monte Irvin Thompson (Irvin Thompson Mountain) | 674              | 55°21′06″N 131°46′40″W |
| Monte House (House Mountain)                   | 626              | 55°19′40″N 131°45′51″W |
| Monte Curve (Curve Mountain)                   | 463              | 55°19′10″N 131°43′59″W |
| Monte Nipple (Nipple Mountain)                 | 587              | 55°17′56″N 131°43′17″W |

Dall Ridge
| Nome del monte                 | Quota (m s.l.m.) | Coordinate             |
| ------------------------------ | ---------------- | ---------------------- |
| Monte Smooth (Smooth Mountain) | 565              | 55°16′58″N 131°49′41″W |

## Toponimo
L'esploratore spagnolo Jacinto Caamaño diede il nome di isole Gravina al gruppo nel 1792, in onore di Federico Carlo Gravina discendente della famiglia Gravina, originata nella città di Gravina in Puglia. George Vancouver applicò lo stesso nome all'isola Gravina nel 1793.

## Ponte proposto
Nell'agosto del 2005 vennero stanziati 223 milioni di dollari per costruire un ponte tra l'isola, dove sorge l'aeroporto, e Ketchikan sull'isola Revillagigedo, ma Il ponte non è mai stato realizzato. Lo stato dell'Alaska ha però incrementato i collegamenti tramite ferry-boat.